# Leon Osman
Pour les articles homonymes, voir Osman.
Leon Osman, né le 17 mai 1981 à Wigan, est un footballeur international anglais qui évolue au poste de milieu de terrain.

## Palmarès
- Everton FC
  - Finaliste de la Coupe d'Angleterre en 2009.